# 華彩なな
華彩 なな（かさい なな、1981年7月14日 - ）は、日本のタレント、女優、グラビアアイドル。元グッドタイムエンターテイメント及び元株式会社SOLA所属。2023年4月に自身で芸能プロダクション株式会社NANAproduceを設立した。

## 来歴・人物
- 神奈川県横浜市にて3人きょうだいの末っ子（兄と姉がいる[1]）として生まれる。実家は弁当屋を営んでいた[4]。
- ヘアメイクの専門学校在学中にスカウトされ、2002年にデビュー[5]。2005年4月、週刊ヤングジャンプ「ぷるるんMAX」グランプリ受賞。
- 2004年に出演した水着少女の時はバスト、ヒップ共に88cmを売りにしていた。(当時のサイズはFカップ)
- グラビアや女優業以外に歌手活動も行っており、作詞も手がける。CDはリリースしていないが、ライブやイメージビデオ等で歌声を披露している。
- 2011年10月3日発売の『FLASH』にてグラビア卒業を報告、2014年以降は女優として活動。
- 2016年4月25日、自身のブログで結婚と妊娠を発表[6]。
- 2016年9月27日、第1子女児を出産[7]。
- 2018年12月、座長として『ななくみ』旗揚げ公演。舞台復活を果たす。
- 2018年12月、ルート33のマスダヒロユキ主催の『CCB』の舞台スペシャルゲストとして2日間出演。
- 2018年5月、産後初のDVDリリースでグラビア業に復帰。さらに同年12月、2019年3月と、続々とママドルとしてDVDリリース。
- 2023年4月、自身で芸能プロダクション株式会社NANA produceを設立。
- 2023年6月1日、自身のSNSで離婚を発表[8]。シングルマザーとなる。

## 出演

### テレビドラマ
- 2ndハウス（2006年1月 - 3月、テレビ東京） - 高級クラブホステス 役
- パセリ（2007年10月 - 12月、独立局） - バンドヴォーカル 役
- 腐女子デカ 第5話（2008年2月、テレビ朝日） - アイドル 役

### テレビ番組
- ガダルカナル・タカのDERUとこ勝負！（2005年4月、BS-i）
- ヒロイン誕生!（2005年7月 - 2006年3月、テレビ大阪） - 準レギュラー
- やりすぎコージー（2007年4月 - 、テレビ東京） - やりすぎガール（5代目 - 9代目）
- キュピア〜HOLIDAY TV〜（2008年1月 - 、TOKYO MX/テレビ大阪/岐阜放送） - レギュラー
- パチマガMEGAWARS（パチ・スロ サイトセブンTV） - レギュラー
- 水着DEピンポンパン（2008年4月 - 、エンタ!371） - レギュラー
- Ve.ナース（EXエンタテイメント） - レッドヴィーナース

### CM
- 新・結婚情報サービス サンマリエ（2005年）
- ファミリーレストラン ジョイフル（2008年）

### 映画
- けっこう仮面 SURPRISE（2004年、監督：長嶺高文）
- 殺人蜂（キラー・ビー）（2005年、監督：吉村典久）
- ディバイド（2006年、監督：辻岡正人）

### 舞台
- プレイルーム（2002年11月）
- アイラブマネー（2003年8月）
- 忠治（2003年11月）劇団「ロストキッズ」プロデュース公演
- テレビの時間（2003年12月）劇団「東京サギまがい」第14回公演、脚本：ダンカン
- Lady Go!!（2005年9月）劇団ユニット「Cool Flower」第3回公演 文化放送後援
- 2013年華彩組座長として「華彩組」旗揚げ公演、2015年10月第5回公演を終えた
- 2018年12月、座長として「ななくみ」旗揚げ公演、舞台復活を果たす
- 2018年12月、ルート33のマスダヒロユキ主催の『CCB』の舞台スペシャルゲストとして2日間出演
- 2019年11月、華彩なな初プロデュース公演「シアワセ」開催
- 2023年11月　NANA produceプロデュース作品　果てしない海の向こうへ　六行会ホール　W主演（金子昇）
- 2024年1月　華彩なな第8回座長公演　HAPPY DAYS

### インターネット・モバイル
- ドラマ 大切な約束（2005年、GyaO/Yahoo!動画）
- 私を1位に連れてって（2005年9月 - 2006年6月、あっ!とおどろく放送局）
- 週刊.jp（2007年6月 - ）
- Someone Produce（2008年4月 - 、モバHO!401） - 華彩ななプロデュース番組
- 華彩ななの『なな日和ぷらす』（2008年6月 - 2008年9月、モバHO!401）
- 女子アナ水着ニュース（2008年5月 - ） - 11期生
- 宇宙一せまい授業!（2008年5月、あっ!とおどろく放送局）
- 美人坂（2010年7月2日 - 8月6日、JNC） - ナナ 役
- 華彩ななのニコジョッキー〜お母さんのから揚げ10個600円〜（2011年12月13日開始 月1、ニコジョッキー）
- 居酒屋 納言の××だなっ‼（2021年11月19日、wallop）[9]

## リリース作品

### Vシネマ
- Next Phase（2006年5月31日、ビーエムドットスリー） - 共演：小田有紗、かすみ果穂
- グラドルヒロイン危機一髪!! スペースチェイサー レッドアース（2006年12月8日、ZENピクチャーズ）
- グラビアヒロインUSA VAMPIRE忍者 DARK FEATHER（2006年12月22日、ZENピクチャーズ）
- グラビアヒロインUSA VAMPIRE忍者 BLOOD FANG（2007年1月12日、ZENピクチャーズ）
- グラドルヒロイン危機一髪!! スペースチェイサー ブルーコスモス（2007年1月12日、ZENピクチャーズ）
- グラドルヒロイン危機一髪!! セ・レーヌの星 星の王女（2007年6月22日、ZENピクチャーズ）
- グラドルヒロイン危機一髪!! セ・レーヌの星 花の騎士（2007年7月13日、ZENピクチャーズ）
- 綺麗な嘘と汚れた真実2（2008年1月7日、アタックゾーン）
- むこうぶち7 高レート裏麻雀列伝 筋殺し（2010年3月19日、オールインエンタテインメント） - 凛香 役

### イメージビデオ
- ゲッチュー学園2003〜夏〜（TBSラジオ&コミュニケーションズ）
- Muse（2004年8月25日、ビーエムドットスリー）
- 華彩なな（2004年11月28日、アプローズ・エンターテイメント）
- 華彩なな The Prime（2005年4月22日、ライブドア）
- デジモのお部屋 vol.2（2005年6月24日、ジェネオン エンタテインメント） - 松嶋初音、もも子、真鍋摩緒とのオムニバス
- ななめ（2006年2月25日、パンド） - デジタル写真集付限定版、通常版あり
- 華彩なな Gradation（2006年7月20日、イーネット・フロンティア）
- 瞬き（2007年2月22日、竹緒）
- 7ミリ超巨乳でGO!（2006年12月21日、BNS） - 花井美理と共演
- NANA変化（2007年10月31日、エイベックス・マーケティング）
- NANA'S Perfume〜艶やかな果実〜（2008年2月21日、トリコ）
- SECRET ROOM〜甘い誘惑〜（2008年5月25日、ゴマブックス）
- SUPE（2008年9月16日、オルスタックピクチャーズ）
- Seven（2008年12月22日、イーネット・フロンティア）
- なちゅら（2009年4月24日、ビーエムドットスリー）
- ななつ星（2009年8月28日、CARA）
- Greenレーベル（2015年6月19日、竹書房）
- 昼顔〜ガラス越しの恋人〜（2018年5月31日、グラッソ）
- ナナイロbody（2018年12月21日、マイロール）
- 禁断のsweet room〜秘密の旅行〜（2019年3月29日、グラッソ）
- 支配人なな〜癒しのホテルへようこそ〜（2019年9月27日、グラッソ）
- One Day Trip〜今日だけはあなたのもの〜（2020年1月31日、グラッソ）
- Doctor-X 沖縄診療所 女医 華彩なな ～私失敗しちゃうかも～（2020年4月24日、スパイスビジュアル）
- 課外授業（2020年8月28日、スパイスビジュアル）
- 相部屋ホテル ～美人上司と部下の出張先での愛の物語～（2020年11月27日、スパイスビジュアル）
- エスティシャンなな ～予約の取れないメンズサロン～ （2021年2月26日、スパイスビジュアル）
- ツアーコンダクターなな ～お客様のお世話をするのが私の仕事～ （2021年5月28日、スパイスビジュアル）
- 家政婦はなな！（2021年8月27日、スパイスビジュアル）
- フェチズム～性的な魅力～（2021年11月26日、スパイスビジュアル）
- 淫ら～美熟女女将のおもてなし～（2022年2月25日、スパイスビジュアル）
- Thank you for you all（2022年5月27日、スパイスビジュアル）
- エロスの降臨 （2022年8月31日、スパイスビジュアル）
- sola （2022年11月30日、スパイスビジュアル）
- Scanty（2023年2月22日、スパイスビジュアル）

### 写真集
- NaNa（2003年5月、ワイレア出版、撮影：安藤青太）ISBN 978-4813010807
- awake（2004年7月9日、ぶんか社、撮影：田村浩章、工藤真衣子）ISBN 978-4821126200
- 華彩なな (NIPPON SPORTS MOOK 80 Bunny’s ANGEL)（2005年1月、日本スポーツ出版社、撮影：会田我路）ISBN 978-4930943804
- SEXY COLORS（2005年4月、彩文館出版、撮影：加納典譲）ISBN 978-4775600719
- ラブポーション（2010年6月30日、竹書房、撮影：山岸伸）ISBN 978-4812442715
- キセキ　（2023年7月14日　大洋図書　撮影；山岸伸）
- 山岸伸&華彩なな写真展　NANA produce主催　2023年8月〜9月開催

## その他
- R.O.H.A.N イメージガール（2006年 - 2007年）
- iHappy イメージガール（2007年 - ?）
- 株式会社ゼウス・エンタープライズ イメージガール（2007年 - 2008年）
- 大阪ゴールドビリケーンズ マスコットガール（2010年）
- イーチケラウンドガール（2023年〜）